# Coris picta
Coris picta es una especie de peces de la familia Labridae en el orden de los Perciformes.

## Morfología
Los machos pueden llegar alcanzar los 25 cm de longitud total.

## Distribución geográfica
Se encuentra desde Australia (desde el sur de Queensland hasta el norte de  Victoria) hasta Nueva Zelanda.